# King Krule
Archy Marshall (født d. 24. august 1994), også kendt under kunstnernavnet King Krule, er en britisk singer-songwriter og musiker. Han er især kendt for sine dystre og melankolske numre.
King Krules musik er svær at kategorisere, da den rummer mange elementer fra forskellige musikgenre som punk, jazz, hip hop, darkwave og trip hop. Han begyndte at indspille musik i 2009 efter en, efter sigende, problematisk opvækst og har fået udgivet flere EP'er. Hans debutalbum 6 Feet Beneath the Moon, udkom i 2013 og er blevet godt modtaget.[kilde mangler]
Med King Krule's indifferente, blege og underspillede udtryk samt lydunivers, er han bl.a. blevet anklaget af visse engelske kritikere for at have en opfordrende effekt på den yngre generation til at dyrke den depressive mentalitet.[kilde mangler]

## Diskografi
| Album                                   | Detaljer | Højeste hitlisteplacering | Højeste hitlisteplacering | Højeste hitlisteplacering | Højeste hitlisteplacering | Højeste hitlisteplacering | Højeste hitlisteplacering | Højeste hitlisteplacering |
| Album                                   | Detaljer | UK                        | AUS                       | DEN                       | FRA                       | GER                       | SWE                       | US                        |
| --------------------------------------- | --- | ------------------------- | ------------------------- | ------------------------- | ------------------------- | ------------------------- | ------------------------- | ------------------------- |
| 6 Feet Beneath the Moon                 | - Released: 26 August 2013 - Label: XL/True Panther Sounds - Formats: CD, LP, digital download, cassette           | 65                        | —                         | 19                        | 182                       | 100                       | 60                        | 187                       |
| A New Place 2 Drown (as Archy Marshall) | - Released: 10 December 2015 - Label: XL/True Panther Sounds - Formats: CD, LP, digital download, cassette         | —                         | —                         | —                         | —                         | —                         | —                         | —                         |
| The Ooz                                 | - Released: 13 October 2017 - Label: XL/True Panther Sounds - Formats: CD, LP, digital download, cassette          | 23                        | 51                        | —                         | 124                       | —                         | —                         | 114                       |
| Man Alive!                              | - Released: 21 February 2020 - Label: XL/True Panther Sounds/Matador - Formats: CD, LP, digital download, cassette | 12                        | 35                        | —                         | 121                       | 42                        | —                         | 84                        |
| Space Heavy                             | - Released: 2023                                                                                                   |                           |                           |                           |                           |                           |                           |                           |